# Алам Лохар
Алам Лохар, (Пенджабі: محمد عالم لوہار) був видатним пакистанським співаком, виконував пенджабську народну музику. Йому приписують створення та популяризацію музичного терміну «Jugni».

## Життєпис
Алам Лохар народився в 1928 році в селі Ачх, поблизу Котла Араб Алі Хан, округ Гуджрат Пенджабу, Британська Індія. Народився в родині коваля. У дитинстві Лохар захоплювався читанням «Sufiana Kalaam», збірки пенджабських оповідань і поезії, і почав співати з раннього віку.
Зараз його сім’я та діти живуть по всьому світу, але більшість – у Великобританії.
Алам Лохар адаптував стиль співу Пенджабі Ваару (пенджабської легенди або епічної оповіді), який зробив його популярним, коли він подорожував селами та містами регіону Пенджаб. Він відомий своїм виконанням пісень видатного суфійського поета Уаріса Шаха.
Алам Лозар записав свій перший альбом у віці 13 років і протягом своєї кар'єри він випустив 15 золотих дисків головним чином в EMI/HMV Pakistan та інших регіональних компаніях у Пакистані.
Найвідоміші з них: Jugni (1965), Saif ul Mulook (1948), Qissa Yusuf Zulaykha (1961), Bol Mitti de Bawa (1964), Dilwala Dukhra (1975).
У дитинстві він читав суфійську поезію, пенджабські народні оповідання та брав участь в місцевих зібраннях, виступаючи з номерами традиційного вокального мистецтва.
Пізніше він почав регулярно брати участь у фестивалях і завдяки цим виступам він став одним із найбільш слуханих співаків у Південній Азії в 1970-х роках.
У 1970-х роках Алам Лохар гастролював різними країнами світу, включаючи Велику Британію, Канаду, Норвегію, Сполучені Штати та Німеччину, щоб розважати південноазійські спільноти, які проживають у цих країнах.

## Смерть
Алам Лохар загинув в аварії поблизу Шам кі Бхаттіану 3 липня 1979 року, у результаті зіткнення вантажівки з його автомобілем. 
Його поховали на околиці Лаламуса на GT-роуд у Пакистані. Посмертно був нагороджений президентом Пакистану Мухаммад Зія-уль-Хаком у 1979 році найвищою державною нагородою Пакистану в галузі мистецтва та театру — премією «Гордість виконання».

## Спадщина
Смерть Алама Лохара була несподіваною, багато співаків у Пакистані та Індії, зокрема Лал Чанд Ямла Джатт, Нур Джехан, Нусрат Фатех Алі Хан, висловили сум з приводу смерті Алама Лохара в телевізійній трансляції до 10-ї річниці смерті Алама. Один із синів Алама Лохара, а саме Аріф Лохар, продовжує музичні традиції свого батька і також вважається відомим народним співаком у Пакистані. Протягом усього періоду 1950-х років і до своєї смерті в 1979 році він домінував серед народних співаків у Пакистані та був провідним співаком панджабської народної музики та суфійського співу в усьому світі. У багатьох пенджабських селах місцеві жителі називали його «Шер-е-Пенджаб» (Лев Пенджабу) або «Хіра», що означає діамант.
Деякі з пісень Алама Лохара отримали визнання критиків і зробили внесок у музику та культуру Пенджабу, зокрема Jugni, Bol Mitti De Baweya, Mirza Sahiban За словами критиків, він був єдиним в усьому Пенджабі, хто міг перетворити звичайну історію у справжню пісню, співаючи в дуже виразних стилях– Джхорі (подвійна флейта) і Чімта (з високим вокалом).
Алам Лохар вважається одним із культових виконавців Пакистану, який досі залишається популярним у регіоні.
У пам'ять про культурний внесок Алама Лохара уряд Пакистану назвав дорогу на його честь, яка пролягає від села Аачх, де він народився, до головної Великої дороги вантажівок, відомої як «Роуд Алам Лохар».
На згадку про Алама Лохара існує візуальне театральне зображення його виступу, яке виставлено в музеї Лок Вірса в Ісламабаді.